# Placówka Straży Celnej „Zebrzydowice”

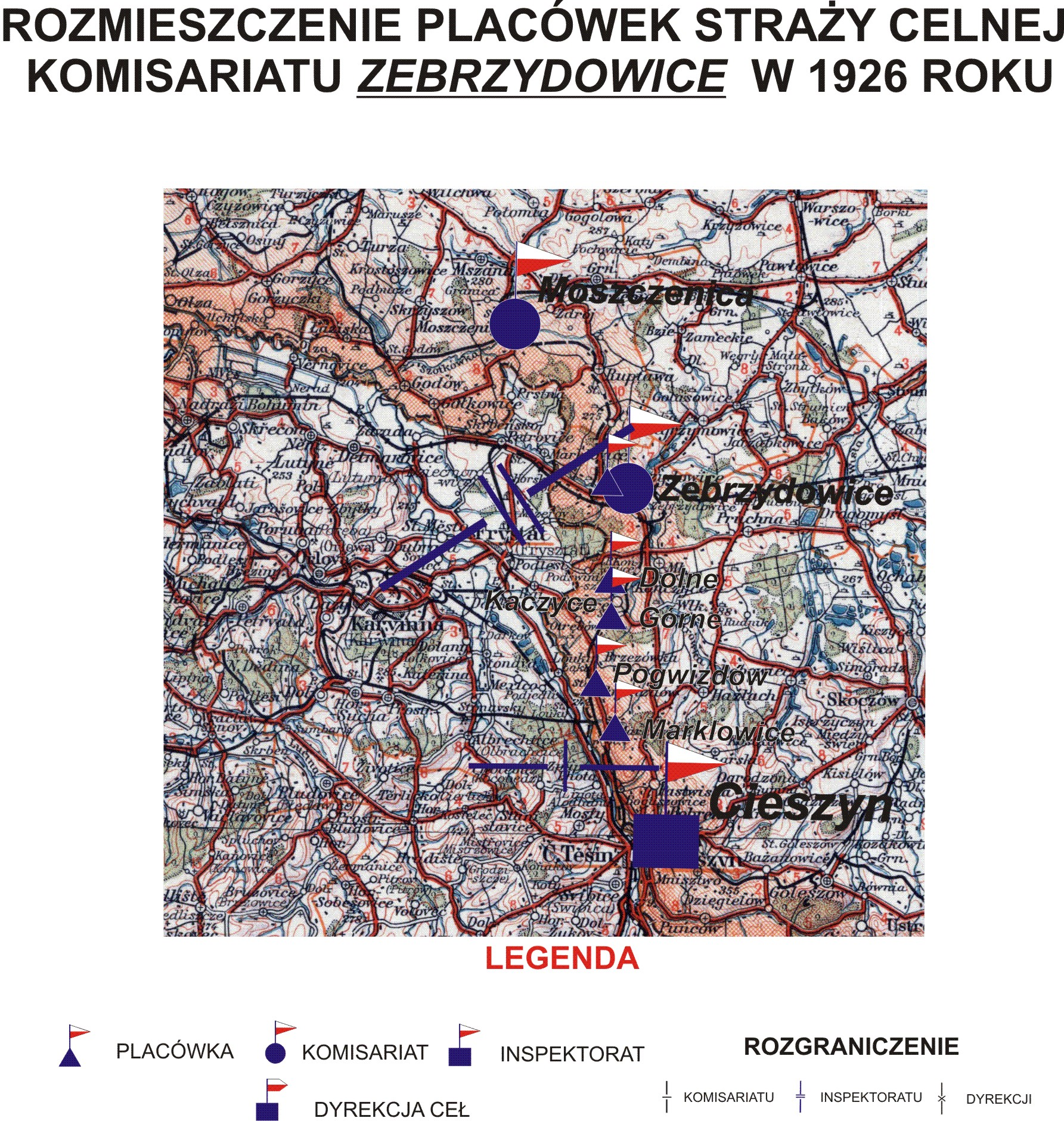
Rozmieszczenie placówek SC komisariatu „Zebrzydowice” w 1926 r.

Placówka Straży Celnej „Zebrzydowice” – jednostka organizacyjna Straży Celnej pełniąca w okresie międzywojennym służbę ochronną na granicy polsko-czechosłowackiej.

## Formowanie i zmiany organizacyjne
Na wniosek Ministerstwa Skarbu, uchwałą z 10 marca 1920 roku, powołano do życia Straż Celną. Od połowy 1921 roku jednostki Straży Celnej rozpoczęły przejmowanie odcinków granicy od pododdziałów Batalionów Celnych. W 1921 roku w Cieszynie stacjonował sztab 3 kompanii 7 batalionu celnego. Kompania wystawiała również placówkę w Zebrzydowicach. Proces tworzenia Straży Celnej trwał do końca 1922 roku. Placówka Straży Celnej „Zebrzydowice” weszła w podporządkowanie komisariatu Straży Celnej „Zebrzydowice” z Inspektoratu SC „Cieszyn”.
W drugiej połowie 1927 roku przystąpiono do gruntownej reorganizacji Straży Celnej. W praktyce skutkowało to rozwiązaniem tej formacji granicznej. Ochronę północnej, zachodniej i południowej granicy państwa przejęła powołana z dniem 2 kwietnia 1928 roku Straż Graniczna.
Rozkazem nr 4 z 30 kwietnia 1928 roku w sprawie organizacji Śląskiego Inspektoratu Okręgowego dowódca Straży Granicznej gen. bryg. Stefan Pasławski powołał komisariat Straży Granicznej „Zebrzydowice”. Placówka Straży Granicznej I linii „Zebrzydowice” znalazła się w jego strukturze.

## Funkcjonariusze placówki
Kierownicy placówki
| stopień    | imię i nazwisko, numer | okres pełnienia służby | kolejne stanowisko |
| ---------- | ---------------------- | ---------------------- | ------------------ |
| przodownik | Tomasz Janeczek (355)  | był w 1926             |                    |

Obsada personalna placówki w 1926:
- przodownik Tomasz Janeczek (355)
- starszy strażnik Franciszek Korszyk (495)
- starszy strażnik Michał Stankiewicz (970)
- starszy strażnik Józef Raduła (851)
- starszy strażnik Ludwik Wypych (1093)
- strażnik Tadeusz Głazowski (294)
- strażnik Paweł Kotyś (525)
- strażnik Wojciech Łobodziec (587)
- strażnik Stanisław Marszałek (609)
- strażnik Piotr Opaliński (710)
- strażnik Andrzej Hołdys (343)
- strażnik Edmund Sudykowski (979)
- strażnik Stefan Łuszczewski (581)
- strażnik Walenty Majchrzak (1030)
- strażnik Jerzy Hanzel (344)
- strażnik Adam Mrowiec (1314)